# Black Rider
Black Rider es una serie de televisión filipina producida y emitida por GMA Network desde el 6 de noviembre de 2023. Está protagonizada por Ruru Madrid. Hasta el 26 de julio con un total de 188 episodios y siendo reemplazado por Pulang Araw.

## Elenco

### Personajes principales
- Ruru Madrid como Elias P. Guerrero / Black Rider[2]

### Personajes secundarios
- Yassi Pressman como Vanessa "Bane" Bartolome[3]
- Matteo Guidicelli as Rafael "Paeng" Policarpio[4]
- Katrina Halili como Rona Marie Ana "Romana" Nadela-Tolentino[5]
- Jon Lucas como Calvin Magallanes[6]
- Arra San Agustin como Joan Uy
- Zoren Legaspi como Alfonso Buenaventura[7]
- Gladys Reyes como Sasha Buenaventura[7]
- Raymart Santiago como Gregorio Ricarte[7]
- Gary Estrada como Wilfredo "Fredo" Policarpio[7]
- Monsour del Rosario como Nolan Garcia Alvarez[8]
- Roi Vinzon como William Romero[7]
- Raymond Bagatsing como Edgardo Magallanes / Carlos Legaspi[7]
- Isko Moreno como Santiago "Tiagong Dulas"[9]
- Rio Locsin como Alma Guerrero[7]
- Maureen Larrazabal como Babylyn C. Reyes[7]
- Almira Muhlach como Rebecca Chen[7]
- Empoy Marquez como Oscar "Oka" Santos[7]
- Jayson Gainza como Ernesto "Estong" P. Gomez[7]
- Janus del Prado como Miguelito Sanchez[7]
- Rainier Castillo como Kim Arthur[7]
- Shanti Dope as Buboy Castillo[10]
- Prince Clemente como Jonathan "Onat" Perez[7]
- Luis Hontiveros como Philip Romero[7]
- Joaquin Manansala como Ivan Castro[7]
- Dustin Yu como Timothy Geronimo[7]
- Saviour Ramos como Pablo Armas[7]
- Vance Larena como Uno Martinez[7]
- Kim Perez como Mattias Blanco[7]
- Aleck Bovick como Lorna Santos-Dimaculangan[7]
- Bodjie Pascua como Luisito "Lolo Sito" Nakpil[7]
- Marco Masa como Benjamin "Benjie" Nakpil[7]
- Ashley Sarmiento como Neneng Bartolome[7]
- Archie Adamos como Hugo
- Mariel Pamintuan como Angelica "Angie" Reyes[11]
- Euleen Castro como espectadora[12]
- Kween Yasmin como espectadora[12]
- Simon Ibarra como Hernando "Hernan" Bartolome[11]
- Janiel Bucud como Bunjoy Tolentino
- Migs Villasis como Julio
- Kiel Rodriguez como Rommel "Mel"
- Pipay Kipay como Apol Pie[7]
- Turing Quinto como Cherry Pie[7]
- Salome Salvi como Annabel[7]
- Dagul como Tuklaw[13]
- Long Mejia como Benok
- Herlene Budol como Pretty[14]
- Jkhriez Pastrana como Inday[15]
- Joaquin Domagoso[9]